# Alireza Faghani

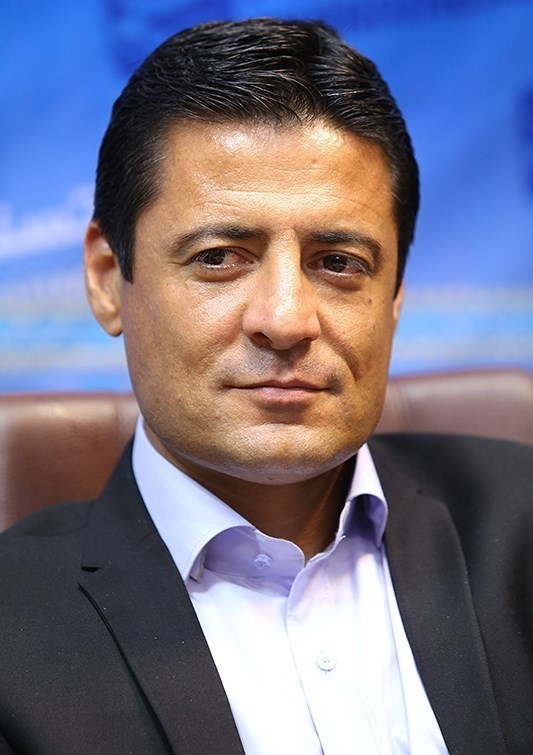
Alireza Faghani (2013)

Alireza Faghani (persisch علی‌رضا فغانی, DMG ʿAlī-Reżā Faġānī; * 21. März 1978 in Kāschmar, Chorasan) ist ein iranischer Fußballschiedsrichter. Seit 2008 steht er auf der Liste der FIFA-Schiedsrichter, zunächst für den Iranischen Fußballverband, seit 2023 für Football Australia. Er leitete unter anderem das Finale des olympischen Fußballturniers 2016 in Rio de Janeiro sowie das Spiel um Platz 3 der Weltmeisterschaft 2018 in Russland.

## Laufbahn
Internationaler Schiedsrichter ist er seit 2008. Faghani war zur Fußball-Weltmeisterschaft 2014 in Brasilien als Unterstützungsschiedsrichter nominiert und bei sieben Partien als Vierter Offizieller eingesetzt worden. Auch bei der Asienmeisterschaft 2015 in Australien war er als Schiedsrichter dabei, wo er unter anderem das Finale zwischen den Gastgebern und Südkorea leitete.
Am 20. Dezember 2015 leitete er das Finale der Klub-Weltmeisterschaft zwischen CA River Plate und dem FC Barcelona.
Bei den Olympischen Spielen 2016 leitete er das Finale zwischen Gastgeber Brasilien und Deutschland.
Am 27. April 2017 wurde er von der FIFA als einer von neun Schiedsrichtern für den FIFA-Konföderationen-Pokal 2017 in Russland nominiert, zusammen mit seinen Assistenten Reza Sokhandan und Mohammadreza Mansouri. Ein Jahr später gehörte er auch zu den 28 Schiedsrichtern, die Spiele bei der Fußball-Weltmeisterschaft 2018 leiteten. Er kam zu insgesamt vier Einsätzen, darunter beim Spiel um Platz 3.
Im Jahr 2019 zog er mit seiner Familie nach Australien, woraufhin ihn die Australische Fußballliga als hauptamtlichen Schiedsrichter einstellte. Pläne seitens des Iranischen Fußballverbandes ihn deswegen von der Liste der internationalen Schiedsrichter zu streichen, wurden schließlich wieder verworfen und Faghani behielt seinen Status als FIFA-Schiedsrichter. 2023 erfolgte schließlich doch der Verbandswechsel; seitdem repräsentiert er Australien bei internationalen Einsätzen.
Sowohl beim FIFA-Arabien-Pokal 2021 – dem offiziellen Vorbereitungsturnier für die Fußball-Weltmeisterschaft 2022 – als auch bei der WM-Endrunde in Katar gehörte Faghani gemeinsam mit seinen Assistenten Mohammadreza Mansouri und Mohammadreza Abolfazli zum Aufgebot der Unparteiischen. Bei der WM leitete er zwei Spiele in der Gruppenphase. In der Nachspielzeit seines zweiten Spiels zwischen Portugal und Uruguay verhängte er nach Intervention des Video-Assistenten Abdulla al-Marri einen fehlerhaften Handelfmeter gegen Uruguay, den Portugal zum 2:0-Endstand verwandeln konnte. Die Celeste schied schließlich in der Vorrunde aufgrund des schlechteren Torverhältnisses aus, auch für Faghani und sein Gespann war das Turnier danach beendet.
Auch bei der Fußball-Asienmeisterschaft 2024 in Katar hatte er mehrere Einsätze.
Im Januar 2025 leitete Faghani sein 100. Spiel in der australischen A-League.
Bei der FIFA-Klub-WM 2025 kam Faghani viermal zum Einsatz, darunter im Finale zwischen dem FC Chelsea und Paris Saint-Germain.

## Einsätze bei Turnieren

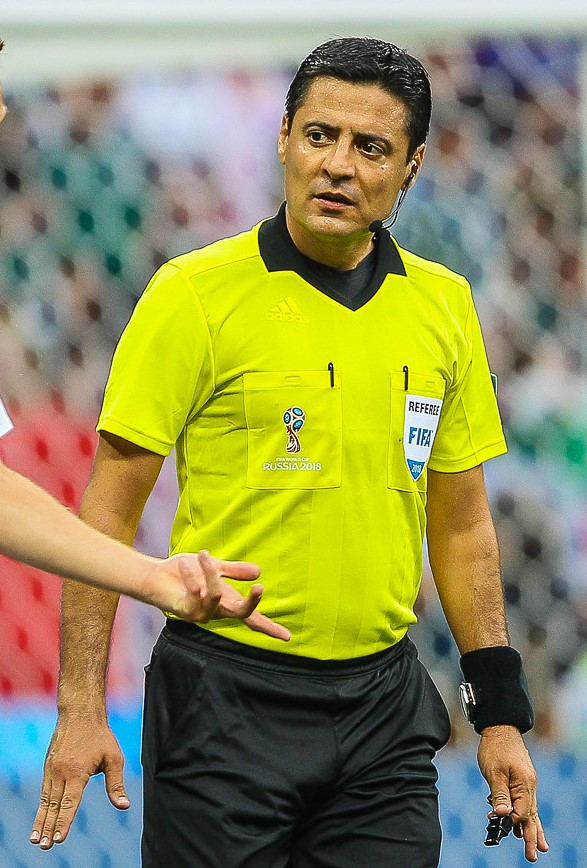
Alireza Faghani bei der WM 2018

### Olympisches Fußballturnier 2016
| Phase        | Datum         | Spielort       | Heimmannschaft | Gastmannschaft | Ergebnis                   |
| ------------ | ------------- | -------------- | -------------- | -------------- | -------------------------- |
| Gruppenphase | 4. Aug. 2016  | Salvador       | Mexiko         | Deutschland    | 2:2 (0:0)                  |
| Gruppenphase | 10. Aug. 2016 | Salvador       | Dänemark       | Brasilien      | 0:4 (0:2)                  |
| Finale       | 20. Aug. 2016 | Rio de Janeiro | Brasilien      | Deutschland    | 1:1 n. V. (1:0), 5:4 i. E. |

### FIFA-Konföderationen-Pokal 2017
| Phase        | Datum         | Spielort | Heimmannschaft | Gastmannschaft | Ergebnis             |
| ------------ | ------------- | -------- | -------------- | -------------- | -------------------- |
| Gruppenphase | 22. Juni 2017 | Kasan    | Deutschland    | Chile          | 1:1 (1:1)            |
| Halbfinale   | 28. Juni 2017 | Kasan    | Portugal       | Chile          | 0:0 n. V., 0:3 i. E. |

### Fußball-Weltmeisterschaft 2018
| Phase            | Datum         | Spielort         | Heimmannschaft | Gastmannschaft | Ergebnis  |
| ---------------- | ------------- | ---------------- | -------------- | -------------- | --------- |
| Gruppenphase     | 17. Juni 2018 | Moskau           | Deutschland    | Mexiko         | 0:1 (0:1) |
| Gruppenphase     | 27. Juni 2018 | Moskau           | Serbien        | Brasilien      | 0:2 (0:1) |
| Achtelfinale     | 30. Juni 2018 | Kasan            | Frankreich     | Argentinien    | 4:3 (1:1) |
| Spiel um Platz 3 | 14. Juli 2018 | Sankt Petersburg | Belgien        | England        | 2:0 (1:0) |

### FIFA-Arabien-Pokal 2021
| Phase        | Datum         | Spielort  | Heimmannschaft | Gastmannschaft | Ergebnis  |
| ------------ | ------------- | --------- | -------------- | -------------- | --------- |
| Gruppenphase | 30. Nov. 2021 | ar-Rayyan | Tunesien       | Mauretanien    | 5:1 (3:1) |
| Gruppenphase | 7. Dez. 2021  | Doha      | Jordanien      | Palästina      | 5:1 (2:1) |
| Halbfinale   | 15. Dez. 2021 | Doha      | Tunesien       | Ägypten        | 1:0 (0:0) |

### Fußball-Weltmeisterschaft 2022
| Phase        | Datum         | Spielort | Heimmannschaft | Gastmannschaft | Ergebnis  |
| ------------ | ------------- | -------- | -------------- | -------------- | --------- |
| Gruppenphase | 24. Nov. 2022 | Lusail   | Brasilien      | Serbien        | 2:0 (0:0) |
| Gruppenphase | 28. Nov. 2022 | Lusail   | Portugal       | Uruguay        | 2:0 (0:0) |